# Georg Ritter von Hengl
Georg Ritter von Hengl (21 octobre 1897 à Lailing - 19 mars 1952 à Sonthofen) est un General der Gebirgstruppe allemand qui a servi au sein de la Heer dans la Wehrmacht pendant la Seconde Guerre mondiale.
Il a été récipiendaire de la Croix de chevalier de la Croix de fer. Cette décoration est attribuée pour récompenser un acte d'une extrême bravoure sur le champ de bataille ou un commandement militaire avec succès.

## Biographie
Hengl étudie au lycée humaniste de Neubourg-sur-le-Danube (de) et, après la huitième classe, s'engage comme volontaire le 4 août 1914, au début de la Première Guerre mondiale, dans le 11e régiment d'infanterie (de) de l'armée bavaroise. 
Durant la Première Guerre mondiale, Georg Ritter von Hengl sert dans la Luftstreitkräfte et abat en combat aérien sept avions ennemis entre juillet et octobre 1918.
De 1921 à 1934, il sert aussi dans la police allemande, atteignant le grade de Hauptmann (capitaine).
Georg Ritter von Hengl est capturé par les troupes alliées en mai 1945 et est relâché en 1947.

## Décorations
- Croix de fer (1914)
  - 2e Classe (8 mai 1915)
  - 1re Classe (1er août 1917)
- Insigne es blessés (1914)
  - en Noir
  - en Argent
  - en Or
- Croix de chevalier de l'Ordre militaire de Maximilien-Joseph de Bavière (29 octobre 1918)
- Croix de chevalier de l'Ordre royal de Hohenzollern avec glaives
- Croix d'honneur pour les combattants 1914-1918
- Médaille de l'Anschluss
- Agrafe de la Croix de fer (1939)
  - 2e Classe (21 septembre 1939)
  - 1re Classe (29 septembre 1939)
- Médaille du Front de l'Est
- Ordre de la Croix de la Liberté 1re Classe avec glaives (13 mai 1943)
- Croix allemande en Or (20 juin 1944)
- Croix de chevalier de la Croix de fer
  - Croix de chevalier le 25 août 1941 en tant que Oberstleutnant et commandant du Gebirgsjäger-Regiment 137[1]